# François Van der Elst
François J.C. Van der Elst (1. prosince 1954, Opwijk, Belgie – 11. ledna 2017, Aalst, Belgie) byl belgický fotbalový útočník a reprezentant. Mimo Belgii působil na klubové úrovni v USA a Anglii. Na Nový rok 1. ledna 2017 zkolaboval a o 10 dní později 11. ledna 2017 ve věku 62 let zemřel.

## Klubová kariéra
- Eendracht Mazenzele (mládež)[1]
- RSC Anderlecht (mládež)
- RSC Anderlecht
- New York Cosmos
- West Ham United FC
- KSC Lokeren

## Reprezentační kariéra
V belgickém reprezentačním A-mužstvu debutoval 31. 10. 1973 v kvalifikačním utkání proti týmu Norska (výhra 2:0). Celkem odehrál v letech 1973–1983 za belgický národní tým 44 zápasů a vstřelil 14 branek.
S belgickou fotbalovou reprezentací vybojoval stříbrnou medaili na mistrovství Evropy 1980 v Itálii. Hrál i na světovém šampionátu roku 1982 ve Španělsku.